# Diasemopsis obstans
Diasemopsis obstans är en tvåvingeart som först beskrevs av Walker 1861.  Diasemopsis obstans ingår i släktet Diasemopsis och familjen Diopsidae. Inga underarter finns listade i Catalogue of Life.